# Daudet N’Dongala
Daudet N’Dongala (* 16. September 1994 in Clichy) ist ein französischer Fußballspieler.

## Karriere
N’Dongala spielte für die Nachwuchsabteilungen der Vereine Sarcelles und FC Nantes. Nachdem er 2014 vereinslos geblieben war, begann er seine Profikarriere im Sommer 2015 beim bulgarischen Klub Slawia Sofia. Dort wurde er in der Hinrunde 2015/16 kaum eingesetzt, wurde mit Beginn der Rückrunde aber zur Stammkraft.
In der Sommertransferperiode 2016 wurde er vom türkischen Zweitligisten Balıkesirspor verpflichtet und in der Wintertransferperiode 2016/17 an den Ligarivalen Şanlıurfaspor abgegeben. Dort kam er sechsmal zum Einsatz und stieg mit seiner Mannschaft am Saisonende ab. Er wechselte wieder nach Bulgarien, wo er sich Botew Plowdiw anschloss. Dort gehörte er in der Saison 2017/18 zum Stamm des Teams.
Ende August 2018 wechselte N’Dongala zu CSMS Iași in die rumänische Liga I. Dort kommt er meist als Einwechselspieler zum Zuge. Ebenso erging es ihm bei seinen Stationen in Bulgarien, zwischen denen er immer einige Wochen vereinslos war.